# Гельза
Гельза (нім. Helsa) — сільська громада в Німеччині, знаходиться в землі Гессен. Підпорядковується адміністративному округу Кассель. Входить до складу району Кассель.
Площа — 25,77 км2. Населення становить 5677 ос. (станом на 31 грудня 2020).